# チビクリ
チビグリ
1. 栗山百造が製造販売する接合用金物[1]。
2. カバーグループ。本項。

チビグリは、女性ヴォーカルグループ『Little Glee Monster』のカバーグループである。

## メンバー
(五十音順)
- 加藤礼愛

2009年5月26日生まれ。神奈川県横浜市出身。12歳。愛称は『カトレア』。チビグリのリーダー。
THE カラオケ★バトル、千鳥のクセがスゴいネタGPなどのTV番組に出演。
令和の歌姫、との呼び声も高い。
- 近藤莉桜

2007年生まれ。東京都出身。14歳。愛称は『RIO』。
THE カラオケ★バトル、千鳥のクセがスゴいネタGPなどのTV番組に出演。
- 酒井あかり

2005年生まれ。16歳。愛称は『akari』。
- 竹岡七海

2010年3月27日生まれ。神奈川県横浜市出身。11歳。愛称は『ななりん』。
THE カラオケ★バトルなどのTV番組に出演。
- 冨岡明咲

2010年生まれ。東京都出身。11歳。愛称は『明咲』。